# Lista de selos de emissão base de Portugal
Esta página contém a lista de selos de emissão base de Portugal, que inclui todas as emissões base de Portugal, organizadas em emissões da Monarquia (1853 - 1910) e República (1910 - até hoje). Emissões base são emissões de tiragem ilimitada que se destinam a uso corrente durante períodos de tempo alargados.
| - Selo D. Maria II - Selo D. Pedro V (cabelos lisos) - Selo D. Pedro V (cabelos anelados) - Selo D. Luís - Selo D. Luís (fita curva) - Selo D. Luís (fita direita) - Selo D. Luís (perfil) - Selo D. Luís (frente) - Selo D. Carlos (Diogo Neto) - Selo D. Carlos (Mouchon) - Selo D. Manuel II | Temas - Ceres - Lusíadas - Caravela - Cavaleiro / D.Dinis - Paisagens e Monumentos - Instrumentos de trabalho - Arquitectura popular portuguesa - Navegadores portugueses - Profissões e personagens do século XIX - Aves de Portugal - Máscaras de Portugal - Transportes Públicos Urbanos |